# نيدركاسل
نيدركاسل (بالألمانية: Niederkassel) هي بلدة ألمانية تقع في ألمانيا في Rhein-Sieg-Kreis. يقدر عدد سكانها بـ 38,276 نسمة .

## المدن التوأمة
مدينة ليماسول هي مدينة توأمة لـنيدركاسل.

## أعلام
- شتيفان إنغلز